# 모퉁이를 돌면
《모퉁이를 돌면 》는 2024년 12월 3일에 방영된 《KBS 드라마 스페셜 2024》 시리즈 네번째 작품이다.

## 줄거리
길눈 밝은 로드뷰 촬영팀 남자와 로드뷰에서 자신의 아버지를 우연히 발견한 길치 여자의 동행을 그린 멜로 드라마

## 등장 인물

### 주요 인물
- 정건주 : 원서후 역
- 최희진 : 성은하 역

### 주변 인물
- 황세온 : 주세연 역
- 강명주 : 강자경 역
- 박윤희 : 성호길 역
- 유현수 : 전동수 역
- 배명진
- 채하진

## 참고 사항
- 정건주와 최희진은 웹드라마 〈이런 꽃 같은 엔딩〉, 〈최고의 엔딩〉, 〈또한번 엔딩〉 시리즈 이후 재회한다.